# Anortit
Az anortit a földpátok egyik fontos képviselője, amely a tekto- vagy állványszilikátok alosztályába tartozó ásvány. A holdi kéreg egyik fő alkotó ásványa, tehát a Holdon az egyik legfontosabb kőzetalkotó ásvány.
A Na-Ca sorozatnak a szélső tagja. Ezt a sorozatot gyűjtőnévvel plagioklászoknak nevezik.
Az anortit elnevezés a görög orthosz (όρθιος, egyenesen álló) szó fosztóképzős alakja, ami az ásvány furcsa alakjára utal.

## Anortozit
Az anortit a holdon monominerális kőzetalkotó ásvány. A belőle fölépülő kőzet neve anortozit. Kialakulásának rövid értelmezése a következő: a Hold külső kérge az égitest összeállása után megolvadt és magmaóceánt alkotott. Ebből a magmaóceánból kristályosodott ki az anortozitos kéreg.
A holdi magmaóceán a teljes holdra kiterjedt és a ritkaföldfémek közül egyedül az európiumot tudta magába építeni, mert az, ionrádiusza révén, helyettesíteni tudta a Ca-ot. Ezért a holdi kőzetek ritkaföldfém gyakorisága alapján következtettek az anortozitok eredetére, az egykori magmaóceánra.

## Rokon holdi ásványok
- Armalcolit
- Ilmenit
- Olivin